# Ribatejana
A Ribatejana é uma empresa de transporte público que opera na região do Ribatejo, em Portugal. Fundada em 2015, a Ribatejana faz parte do grupo Barraqueiro Transportes, uma das maiores empresas de transporte do país.

## História
A Ribatejana foi fundada em 2015 com o objetivo de fornecer serviços de transporte público de qualidade para a população do Ribatejo. A empresa começou com uma pequena frota de veículos e rotas limitadas, mas ao longo dos anos, expandiu suas operações e conquistou uma posição de destaque no setor.

## Serviços
A Ribatejana oferece uma variedade de serviços de transporte para atender às necessidades dos passageiros da região do Ribatejo. A empresa opera uma extensa rede de rotas de autocarros, que conectam várias cidades e vilas importantes, garantindo a mobilidade e o acesso ao transporte público para os moradores e visitantes dos municípios de Coruche, Benavente, Salvaterra de Magos, Almeirim, Vila Franca de Xira e Santarém.

## Linhas
- 901 Coruche ⇆ Lisboa[3]
- 902 Santarém (Hospital) ⇆ Vila Franca de Xira[4]
- 903 Granho ⇆ Vila Franca de Xira[5]
- 904 Coruche ⇆ Mora/Cabeção[6]
- 905 Santarém (Hospital) ⇆ Coruche - Cortiçadas de Lavre (Cruzamento)[7]
- 908 Glória do Ribatejo ⇆ Muje[8]
- 909 Benavente ⇆ Coruche[9]
- 910 Canha ⇆ Coruche (Escola)[10]
- 911 Coruche ⇆ Brejoeira/Santana do Mato (via Carapuções)[11]
- 912 Benavente ⇆ Biscaínho[12]
- 913 Ovelhas ⇆ Coruche[13]
- 914 Coruche ⇆ Fajarda (Monte dos Alcobias)[14]
- 915 Coruche ⇆ Retiro da Erra[15]
- 918 Coruche (Circulação)[16]
- 919 Samora Correia ⇆ Vila Franca de Xira[17]
- 921 Coruche ⇆ Lisboa (via Benavente, A10 e A1)[18]
- 922 Samora Correia (Brejo) ⇆ Vila Franca de Xira[19]
- 924 Salvaterra de Magos ⇆ Várzea Fresca[20]
- 926 Coruche ⇆ Muge[21]
- 932 Salvaterra de Magos ⇆ Cancelas[22]
- 933 Salvaterra de Magos ⇆ Foros de Salvaterra (Rua Vale Queimado)[23]
- 934 Salvaterra de Magos ⇆ Foros de Salvaterra (Rua do Agricultor)[24]
- 935 Marinhais (Circulação) - Magos Bus Azul Claro[25]
- 936 Marinhais (Circulação) - Magos Bus Verde[26]
- 937 Marinhais (Quinta Cantoneira) - Marinhais (Escola)[27]
- 942 Arados ⇆ Porto Alto[28]